# Black Hawk abatut
 Black Hawk abatut  (original: Black Hawk Down) és una pel·lícula estatunidenca dirigida per Ridley Scott i estrenada el 2001. Ha estat doblada al català.
Està treta del llibre Black Hawk Down: A Story of Modern War de Mark Bowden, documental que relata els combats de Mogadiscio del 3 i 4 octubre de 1993 en el curs dels quals dinou militars americans i diversos centenars de somalis van trobar la mort.

## Argument
L'octubre de 1993, a Somàlia, la guerra civil provoca fam en la població civil. Les forces de l'ONU són atacades per una facció dirigida pel general Mohamed Farrah Aidid. Els Estats Units envien un destacament compost de membres del Delta Force, dels United States Army Rangers i del 160th Special Operations Aviation Regiment tenint com a missió detenir Aidid. A falta de poder trobar Aidid en persona, la unitat agafa els seus lloctinents.
El 3 d'octubre de 1993, un informador somali revela que tindrà lloc una reunió de membres de la facció rebel prop del mercat de Bakara. Les forces especials llancen un raid transportat en helicòpter, els operadors de la Delta Force han de capturar dirigents rebels, els Rangers estan encarregats de cobrir-los. Però l'operació, que s'havia de desenvolupar en trenta minuts, va malament quan les milícies de la facció d'Aidid contraataquen en massa i aconsegueixen abatre dos helicòpters UH-60 Black Hawk (literalment «falcó negre» que, una vegada en el sòl, són anunciats com «Black Hawk down»).
Per intentar salvar els ocupants dels Black Hawk (ja que cap home no ha de ser abandonat en el terreny), les unitats americanes continuen en una ciutat convertida en una verdadera ratera. Escindits en diversos grups, els Rangers i els Delta intenten unir-se, a peu o en humvees. Els milicians llancen contraatacs i nombroses emboscades, la comitiva principal que ha perdut diversos homes ha de desfer camí, deixant petits grups de soldats completament aïllats mentre que la nit cau. Abans, dos operadors Delta s'han sacrificat literalment per intentar salvar la tripulació del segon aterratge forçós. Els dos snipers aguantaran prop d'una hora contra una multitud en fúria, després cauran. El pilot del Black Hawk és agafat pels milicians. Durant la nit, l'estat major organitza un contraatac per recuperar els soldats: reforços del 75th Rangers, de la 10a divisió de muntanya i pakistanesos de l'ONU van a la ciutat sota els ordres del tinent coronel McKnight que marxa al capdavant malgrat la seva ferida. Després de violents enfrontaments i el metrallament en regla dels rebels pels helicòpters americans, als grups dels sergents Eversmann, DiTomasso, Sanderson així com la secció del capità Steele s'incorporen els blindats. En el transcurs de la Batalla de Mogadiscio, 19 soldats americans van perdre la vida (18 en la batalla i 1 dos dies més tard per l'explosió d'un obús de morter caigut al camp dels Rangers), i diversos centenars de Somalis van ser morts (la pel·lícula parla de més de 1000).
L'última part del joc Delta force: Black Hawk Down està inspirat de la Batalla de Mogadiscio.

## Repartiment

### 75è de Rangers
- Josh Hartnett com SSG Matt Eversmann
- Ewan McGregor com SPC John "Grimesey" Grimes
- Tom Sizemore com LTC Danny McKnight
- Ewen Bremner com SPC Shawn Nelson
- Gabriel Casseus com SPC Mike Kurth
- Hugh Dancy com SFC Kurt "Doc" Schmid
- Ioan Gruffudd com LT John Beales
- Tom Guiry com SSG Ed Yurek
- Charlie Hofheimer com CPL Jamie Smith
- Danny Hoch com SGT Dominick Pilla
- Jason Isaacs com CPT Mike Steele
- Brendan Sexton III com PVT Richard "Alphabet" Kowalewski
- Brian Van Holt com SSG Jeff Struecker
- Ian Virgo com PVT John Waddell
- Tom Hardy com SPC Lance Twombly
- Gregory Sporleder com SGT Scott Galentine
- Carmine Giovinazzo com SGT Mike Goodale
- Chris Beetem com SGT Casey Joyce
- Matthew Marsden com SPC Dale Sizemore
- Orlando Bloom com PFC Todd Blackburn
- Enrique Murciano cpm SGT Lorenzo Ruiz
- Michael Roof com PVT John Maddox

### Delta Force
- Sam Shepard com MG William F. Garrison
- Eric Bana com SFC Norm "Hoot" Gibson
- William Fichtner com SFC Jeff Sanderson
- Kim Coates com MSG Chris Wex
- Steven Ford com LTC Joe Cribbs
- Željko Ivanek com LTC Gary Harrell
- Johnny Strong com SFC Randy Shughart
- Nikolaj Coster-Waldau com MSG Gary Gordon
- Richard Tyson com SSG Daniel Busch

### 160th SOAR (Night Stalkers)
- Ron Eldard com CW4 Michael Durant
- Glenn Morshower com LTC Tom Matthews
- Jeremy Piven com CWO Clifton Wolcott
- Boyd Kestner com CW3 Mike Goffena

### Miscel·lània
- George Harris com Osman Atto
- Razaaq Adoti com Yousuf Dahir Mo'alim
- Treva Etienne com Firimbi
- Ty Burrell com membre dels United States Air Force Pararescue Timothy A Wilkinson

## Premis i nominacions

### Premis
- 2002. Oscar al millor muntatge per Pietro Scalia
- 2002. Oscar al millor so per Michael Minkler, Myron Nettinga i Chris Munro

### Nominacions
- 2002. Oscar al millor director per Ridley Scott
- 2002. Oscar a la millor fotografia per Slawomir Idziak
- 2002. BAFTA a la millor fotografia per Slawomir Idziak
- 2002. BAFTA al millor muntatge per Pietro Scalia
- 2002. BAFTA al millor so per Chris Munro, Per Hallberg, Michael Minkler, Myron Nettinga i Karen M. Baker